# Chomedokl
Chomedokl ist eine unbewohnte Insel von Palau. Sie ist bekannt aufgrund einer Höhle am Nordende. Dort wurden archäologische Relikte und Felsbildkunststätten gefunden. Diese zeugen von saisonaler menschlicher Besiedelung und Nutzung des marinen bzw. dem Meer angepassten Ökosystems, die bis zu 3100 Jahre zurückreicht. Daher ist sie konstituierend für die UNESCO-Welterbestätte Südliche Lagune der Rock Islands, (Chelbacheb-Inseln).
Die Insel ist nur wenige ar groß. Sie gehört zu einer Riffkette, den Chomedokl Islets, die sich von einem Kap von Ngeruktabel bis Ngkesill nach Südwesten erstreckt. Zusammen mit Ngeruktabel und Ngeanges ist sie eine der Inseln, auf denen man Hinweise auf frühere menschliche Besiedlung gefunden hat.